# 赵靖
赵靖（1922年—2007年8月8日），男，汉族，山东济南人，中国中国经济思想史学家，曾任北京大学教授、博士生导师，第七、八届全国政协委员。